# Bob Crewe
Robert Stanley Crewe (12 de noviembre de 1930-11 de septiembre de 2014) fue un compositor, bailarín, cantante, mánager y productor discográfico estadounidense. Fue conocido por producir, y coescribir con Bob Gaudio, una serie de singles del Top 10 para The Four Seasons.

## Primeros años
Nacido en Newark en 1930 y criado en Belleville (Nueva Jersey), Crewe demostró desde muy pronto un evidente don para el arte y la música. Aunque carecía de formación musical formal, se inclinó por aprender de muchos de los grandes compositores románticos clásicos de los siglos XIX y XX, así como de los gigantes del jazz y el swing, como Stan Kenton, Harry James, Duke Ellington, Benny Goodman y Tommy Dorsey. Estudió durante casi un año en la Parsons School of Design de Nueva York con la intención de seguir una carrera de arquitectura.

## Carrera

### Años 1950
En 1953, Crewe conoció y se asoció profesionalmente con Frank Slay Jr, un joven pianista de Texas. Su colaboración creó varias canciones de éxito (así como un pequeño sello discográfico, XYZ), para el que Crewe actuó como cantante de demostración. La sesión de grabación de 1957 de Crewe y Slay con los Rays para XYZ (recogida a nivel nacional por Cameo Records) produjo dos importantes canciones de éxito. "Silhouettes", producida por Crewe, se convirtió en un himno doo-wop de la época. Alcanzando el número 3 en el Billboard Hot 100 en 1957, "Silhouettes" mostraba el talento para las letras con historia, los ganchos musicales innovadores y los giros líricos finales que se convertirían en marcas registradas de Crewe. En 1965, con un ritmo ligeramente más rápido, "Silhouettes" volvió a ser un éxito, esta vez para el grupo británico Herman's Hermits, alcanzando el número 5 en el Billboard Hot 100. Bob Dylan grabó "Silhouettes" durante sus legendarias sesiones de The Basement Tapes de finales de los 60, aunque su versión no se publicó hasta 2014.
"Daddy Cool" fue la cara B del sencillo "Silhouettes" de los Rays. Escrita y producida por Crewe y Slay en la misma sesión de 1957, alcanzó una nota considerable. Tanto "Daddy Cool" como "Silhouettes" fueron versionados ese mismo año por el grupo canadiense The Diamonds, cuya versión de "Daddy Cool" alcanzó el número 10 en las listas de Billboard. En 1961, Guy "Daddy Cool" Darrell lanzó otra versión en single con el sello Warwick, y en 1977, el grupo británico Darts hizo de la canción su primera grabación de estudio, consiguiendo un éxito nº 6.
Crewe y Slay aprovecharon su éxito para firmar un contrato con la nueva discográfica Swan Records, con sede en Filadelfia. Las sesiones con Billy y Lillie (los cantantes Billy Ford y Lillie Bryant) produjeron el éxito de 1958 "Lah Dee Dah", que alcanzó el nº 9 en el Billboard Hot 100; al año siguiente, la grabación de Billy y Lillie de "Lucky Ladybug" alcanzó el nº 14. Crewe y Slay también escribieron dos éxitos del Top 10 - "Tallahassee Lassie" y "Okefenokee"- para la estrella emergente de Swan, Freddy Cannon. Crewe también empezó a conseguir sus propios éxitos, "Sweetie Pie" (nº 111 en 1959) y "The Whiffenpoof Song" (nº 96 en 1960).

### Inicio de los años 1960[6]
Como cantante solista, Crewe grabó un par de álbumes en 1961, uno de los cuales incluía una versión swing producida por Ralph Burns de la emblemática canción de la Universidad de Yale "The Whiffenpoof Song". El disco se convirtió en un gran éxito en Nueva York y llevó a Crewe a recibir cobertura de "adolescente rompecorazones" en revistas para adolescentes tan populares como 16 Magazine, y a aparecer como invitado con Mickey Rooney y Connie Francis en programas de variedades de televisión como The Revlon Revue.
A principios de los años 60, Crewe empezó a escribir con Bob Gaudio, que había saltado a la fama a los 15 años como miembro de The Royal Teens, para quienes había coescrito el éxito "Short Shorts". La primera colaboración entre Crewe y Gaudio, "Sherry", fue escrita por Gaudio y producida por Crewe. En 1962 se convirtió en un sencillo número 1 para The Four Seasons (liderados por Frankie Valli). La pareja escribió muchas otras canciones para el grupo, incluidos los éxitos número 1 "Big Girls Don't Cry", "Rag Doll" y "Walk Like a Man", así como "Ronnie", "Bye, Bye, Baby (Baby, Goodbye)" y "Connie-O".
Crewe colaboró con Sandy Linzer y Denny Randell en el éxito de los Four Seasons "Let's Hang On!". Los Four Seasons también fueron los primeros en grabar la composición de Crewe-Gaudio "The Sun Ain't Gonna Shine (Anymore)", que más tarde fue versionada prácticamente al pie de la letra por el grupo estadounidense The Walker Brothers, que grabó su versión número 1 en ventas en Reino Unido; su versión también llegó al Top 10 estadounidense. Las colaboraciones de Crewe-Gaudio aprovecharon la extraordinaria y distintiva voz de Frankie Valli, que podía elevarse sin esfuerzo a un falsete penetrante y emocionalmente expresivo que se convirtió en uno de los sonidos emblemáticos y ampliamente imitados de la época. Se calcula que las ventas de discos de los Four Seasons oscilan entre 100 y 199 millones.
A medida que el "sonido Four Seasons" se fue definiendo, surgieron otros toques característicos, como la percusión densa pero prístina, como las cadencias de marcha y los golpes de tambor de sonido militar de "Sherry", "Big Girls Don't Cry" y "Walk Like a Man". Los sofisticados patrones armónicos de los Four Seasons puntuados por el distintivo falsete de Frankie Valli eran a la vez clásicos e innovadores, al igual que el uso de Crewe de la melancólica armónica en "Big Man in Town", el órgano de la era espacial de "Save It for Me" y los glissandos de otro mundo de "Candy Girl".
Además de su trabajo con los Four Seasons, Crewe produjo sesiones de grabación de artistas como Dee Dee Sharp, The Orlons, Ben E. King y The Highwaymen (On a New Road). Con Bud Rehak y Eddie Rambeau coescribió "Navy Blue" para la cantante Diane Renay, y también la produjo. La grabación de Renay llegó al Top 10 de la lista de pop de Estados Unidos a principios de 1964, y al número uno de la lista de adult contemporary.

### Mitad y finales de los años 1960
En 1965, Crewe creó su propio sello discográfico, DynoVoice Records. Con el lanzamiento del éxito de 1965 "Concrete and Clay" de Eddie Rambeau, DynoVoice lanzó una serie de veintiún éxitos en el Top 100. El sello tuvo un éxito temprano con el trío de R&B The Toys, más conocido por su sencillo "A Lover's Concerto", un éxito número 2, y "Attack". Los Toys fueron producidos por Denny Randell y Sandy Linzer para el productor ejecutivo Crewe. Al escribir sobre "A Lover's Concerto", basado en una melodía inspirada en el "Minueto en sol mayor" de Bach, el crítico Dave Thompson observó: "Pocos discos son tan perfectos. Recorriendo una de las melodías más engañosamente cargadas de gancho jamás concebidas... 'A Lover's Concerto' marca el apogeo del sonido del Girl Group". La canción fue grabada posteriormente por The Lennon Sisters, The Delfonics, Sarah Vaughan, The Supremes, Mrs. Miller, Audrey Hall y Kelly Chen.
Otra potencia de DynoVoice de mediados de los 60 surgió cuando Crewe descubrió una banda llamada Billy Lee & The Rivieras. El grupo tuvo un éxito limitado hasta que los rebautizó como Mitch Ryder & the Detroit Wheels. Bajo su dirección, consiguieron once éxitos en el Top 100, entre los que destacan los potentes y musculosos arreglos de Crewe de "Devil with a Blue Dress On", el sencillo más alto del grupo con el nº 4, así como "Sock It to Me, Baby!", un éxito nº 6 en 1967, y "Jenny Take a Ride", que alcanzó el nº 10 en 1965.
Otra canción del álbum Linzer-Randell de 1965 que se graba con frecuencia es "Can't Get Enough of You Baby". Esta canción, escrita por Sandy Linzer y Denny Randell, también fue grabada por el grupo de rock de Bay City, Míchigan, y los Mysterians, más conocidos por su éxito de 1966 "96 Tears". "Can't Get Enough of You Baby" ha sido reinterpretada posteriormente por Colourfield y Smash Mouth, entre muchos otros.
El sello discográfico de Crewe consiguió otro éxito con la canción "Walkin' My Cat Named Dog", de Norma Tanega, de estilo folclórico y poco convencional. Crewe también contribuyó al éxito del grupo de Epic Records The Tremeloes con su exitosa versión de "Silence Is Golden", una canción escrita y grabada originalmente por los Four Seasons.
El propio Bob Crewe (que graba como The Bob Crewe Generation) lanzó una versión de la canción instrumental de Sid Ramin de 1967 "Music to Watch Girls By" (compuesta originalmente como un jingle comercial de Pepsi Light) en DynoVoice. La canción se convirtió en un éxito del Top 20. y dio lugar a otra exitosa versión instrumental de Al Hirt y a un éxito vocal de Andy Williams. En 1967, Bob Crewe produjo y escribió siete de las canciones cantadas por Lesley Gore en su último álbum de éxito comercial, California Nights, incluyendo la producción del tema principal. The Bob Crewe Generation también grabó la banda sonora original (compuesta por Crewe y Charles Fox) para la película de Paramount Pictures de 1968 Barbarella, protagonizada por Jane Fonda y dirigida por Roger Vadim. La banda sonora de esta película de culto cuenta con las voces de Crewe y del grupo Glitterhouse.
En 1967, Crewe y Gaudio obtuvieron uno de sus mayores éxitos con "Can't Take My Eyes Off You", grabada por Frankie Valli con los Four Seasons. La canción alcanzó el número 2 en el Billboard Hot 100 y obtuvo un disco de oro. Desde entonces, "Can't Take My Eyes Off You" ha sido grabada por una gran variedad de vocalistas y grupos, en varios idiomas. Una versión de 1968 del cantante Andy Williams alcanzó el número 5 en la UK Singles Chart. A lo largo de las décadas, también han aparecido versiones en inglés de The Lettermen, Maureen McGovern, Boys Town Gang y Lauryn Hill. La canción se ha escuchado en numerosas películas, como The Deer Hunter, The Fabulous Baker Boys, Conspiracy Theory, 10 Things I Hate About You, Drop Dead Gorgeous, Bridget Jones's Diary y Jersey Boys.
En 1969, Crewe colaboró con el cantante Oliver, produciendo su éxito pop "Jean", una canción escrita por el poeta Rod McKuen que sirvió de tema para la película ganadora del Óscar Los mejores años de Miss Brodie, protagonizada por Maggie Smith. Crewe también produjo un exitoso sencillo de Oliver interpretando la optimista "Good Morning Starshine" del musical de rock Hair. La canción alcanzó el número 3 en las encuestas de los Billboard Hot 100 y Easy Listening singles.
El sello discográfico Crewe lanzó una serie de grabaciones muy bien recibidas, como Ben Bagley's Cole Porter Revisited y Rodgers and Hart Revisited, con interpretaciones vocales de artistas como Harold Arlen, Elaine Stritch, Dorothy Loudon, Anthony Perkins, Ann Hampton Callaway, Bobby Short, Jerry Orbach, Tammy Grimes y Blossom Dearie.
Crewe apareció en American Bandstand de ABC-TV y también en Where the Action Is, ambos con Dick Clark. Se le entrevistó y se tocaron algunas de sus canciones actuales de los años 60 para los bailarines y el público.

### Años 1970
El LP Let Me Touch You de The Generation de finales de 1969, que incluye versiones de "Moon River" y "Two For The Road" de Henry Mancini, con arreglos de Charles Fox, sigue siendo uno de los favoritos de los coleccionistas de música lounge. También fue su único lanzamiento cuadrafónico. La Generación Bob Crewe reapareció brevemente en las listas de éxitos a mediados de la década de 1970, grabando material para la era de la música disco. El LP Street Talk de 1976, publicado por Elektra, estaba en esta línea.
En 1975, Crewe escribió y produjo material de música disco para los Eleventh Hour, que tuvieron éxito en las discotecas con al menos tres lanzamientos en 20th Century Records: "Hollywood Hot" (single de 45 rpm, número: TC-2215), "Bumper to Bumper" y "Sock It To Me/It's Your Thing".
A mediados de la década de 1970, Crewe y Sir Monti Rock III formaron el grupo Disco-Tex and the Sex-O-Lettes, conocido por sus éxitos de 1975 "Get Dancin'" y "I Wanna Dance Wit' Choo (Doo Dat Dance)". Elvis Costello hace referencia al grupo en su canción "Invasion Hit Parade" y The Pet Shop Boys en su canción "Electricity".
En 1977, ante la insistencia del productor Jerry Wexler, que había sido uno de sus primeros mentores, Crewe grabó un álbum en solitario en Memphis, con Barry Beckett como coproductor. El álbum, titulado Motivation, fue un escaparate para su voz. Aunque el álbum no alcanzó el éxito en las listas de éxitos, incluía la balada "Marriage Made In Heaven", una colaboración entre Crewe y Kenny Nolan que más tarde se hizo popular entre los grupos de música de playa de Carolina. El álbum también produjo la canción "It Took a Long Time (For The First Time In My Life)", también grabada por Patti LaBelle.
Crewe y Nolan habían escrito previamente otras dos canciones - "My Eyes Adored You" y "Lady Marmalade"- que se convirtieron en discos número 1 consecutivos en 1975. "My Eyes Adored You" fue producida por Crewe e interpretada por Frankie Valli con los Four Seasons. Cuando la discográfica Mowest se negó a publicarla, Crewe, seguro de su calidad y de su potencial de éxito, volvió a comprar los derechos por 4.000 dólares y la publicó en Private Stock Records. A pesar del rechazo generalizado de los expertos de la industria musical, la canción se convirtió en un gran éxito en solitario para Valli, y fue la quinta canción más importante del año. "Lady Marmalade", grabada por LaBelle, se hizo famosa por su estribillo sexualmente provocativo y con influencias de Nueva Orleans: "Voulez-vous coucher avec moi ce soir?". La canción se convirtió en una sensación en la radio y en las discotecas. Cuando alcanzó el número 1 en el Billboard Hot 100 de Estados Unidos, desplazó a "My Eyes Adored You". Ambas canciones pasaron una semana en el nº 1. Desde entonces, "Lady Marmalade" se ha utilizado en numerosas películas, como Cheech and Chong's The Corsican Brothers, Beethoven, Carlito's Way, The Birdcage, The Long Kiss Goodnight, y Semi-Pro.

### Años 1980 y después
En 1984, una colaboración entre Crewe y los escritores Jerry Corbetta y Bob Gaudio produjo otro éxito en el Billboard Top 100 con el dúo romántico "You're Looking Like Love To Me", cantado por Roberta Flack y Peabo Bryson. Otro proyecto de Crewe-Corbetta les unió a la cantante, compositora y productora Ellie Greenwich, para quien produjeron el álbum original del reparto del musical de Broadway de Greenwich, Leader of the Pack. El álbum fue nominado a los premios Grammy y el propio espectáculo fue nominado a los premios Tony.
En 1985, Crewe fue incluido en el Salón de la Fama de los Compositores.
"Lady Marmalade" fue regrabada por Christina Aguilera, Lil' Kim, Mýa y Pink para la banda sonora de la película Moulin Rouge! de 2001, y su versión se mantuvo en el número 1 en Estados Unidos durante cinco semanas. En el Reino Unido y Australia alcanzó la misma posición en la lista de éxitos. La revista Rolling Stone clasificó "Lady Marmalade" como la 479ª mejor canción de todos los tiempos.
En 1999, cuando la organización estadounidense de derechos de ejecución y derechos de autor BMI (Broadcast Music, Inc.) anunció su lista de las 100 mejores canciones del siglo, "Can't Take My Eyes Off You" se situó en el Top 10 con seis millones de reproducciones. BMI calcula que un millón de interpretaciones continuas de una canción de duración media (3 minutos) representa 5,7 años de difusión continua.
Además de sus numerosos hitos y galardones musicales, Crewe también ha logrado el reconocimiento como artista, ya que ha diseñado varias portadas de álbumes y ha realizado exitosas exposiciones individuales de sus pinturas en la Earl McGrath Gallery, el Thomas Soloman's Garage y la Jan Baum Gallery de Los Ángeles.
Desde 2005, Crewe aparece como personaje secundario (interpretado originalmente por Peter Gregus) en Jersey Boys, el musical de Broadway que lleva mucho tiempo en cartelera y que ha recibido varios premios Tony, basado en la historia de Frankie Valli & the Four Seasons. Aunque la versión cinematográfica de 2014 (con Mike Doyle en el papel de Crewe) solo tuvo un éxito modesto, la obra se ha convertido en un éxito internacional, y Crewe está acreditado como letrista del espectáculo. Utilizó los beneficios del espectáculo para crear una fundación de apoyo a los derechos de los homosexuales, a los enfermos de sida y para llevar la música y el arte a los niños de comunidades desfavorecidas.

## Vida personal
Aunque Crewe fue retratado como abiertamente gay en la película Jersey Boys, su hermano Dan Crewe dijo a un entrevistador que su hermano era discreto en cuanto a su sexualidad, sobre todo durante la época en que trabajaba con los Four Seasons. "Siempre que conocía a alguien, se ponía en lo que yo llamaba su modo John Wayne, ese machismo extremo", dijo Dan Crewe a The New York Times.
Desde abril de 2014 hasta su muerte, Crewe residió en una residencia de ancianos de Scarborough (Maine). Su organización benéfica, la Fundación Bob Crewe, donó 3 millones de dólares al Maine College of Art en abril de 2014.
Crewe murió en la residencia de ancianos el 11 de septiembre de 2014, a la edad de 83 años. Llevaba varios años con la salud deteriorada tras una caída.